# Ton van Klooster

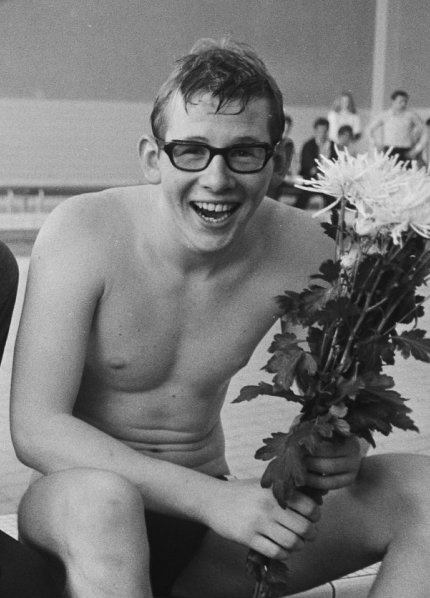
Ton van Klooster in 1971

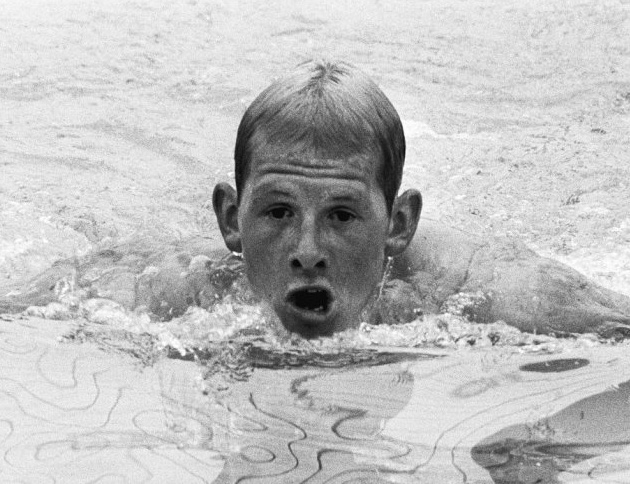
Ton van Klooster in 1971

Anton Willem (Ton) van Klooster (Hilversum, 17 februari 1954) is een voormalig  topzwemmer op de vrije slag, die namens Nederland eenmaal deelnam aan de Olympische Spelen: "München 1972". Daar strandde hij in de series, op zowel de 400 meter vrije slag (zeventiende tijd) als op de 1500 meter vrije slag (twaalfde tijd).
Na zijn actieve carrière bekwaamde Van Klooster zich in het vak van zwemtrainer, en was hij in dienst bij de KNZB als bondscoach. Hij gaf leiding aan de Nederlandse zwemploegen bij de Europese kampioenschappen van 1989 en 1991. Zijn eerste en enige olympische zwemtoernooi, in 1992 bij de Olympische Spelen van Barcelona, eindigde in een deceptie; de mini-ploeg faalde op alle fronten, en van Klooster diende na afloop zijn ontslag in.